# Partherdenkmal

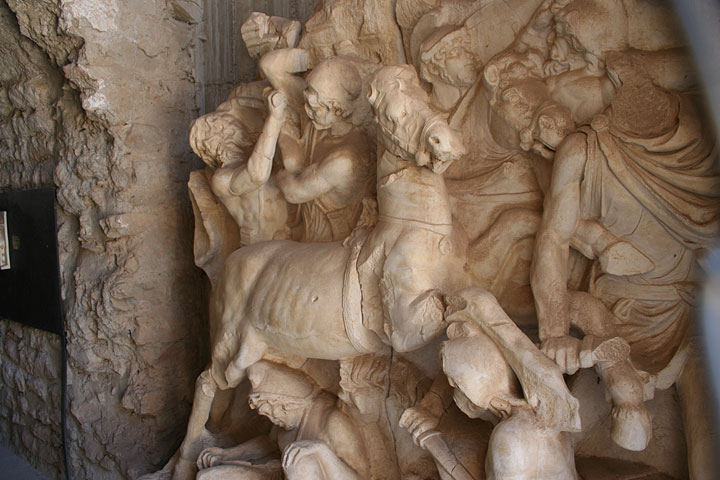
Reliefplatte des Partherdenkmals in Ephesos

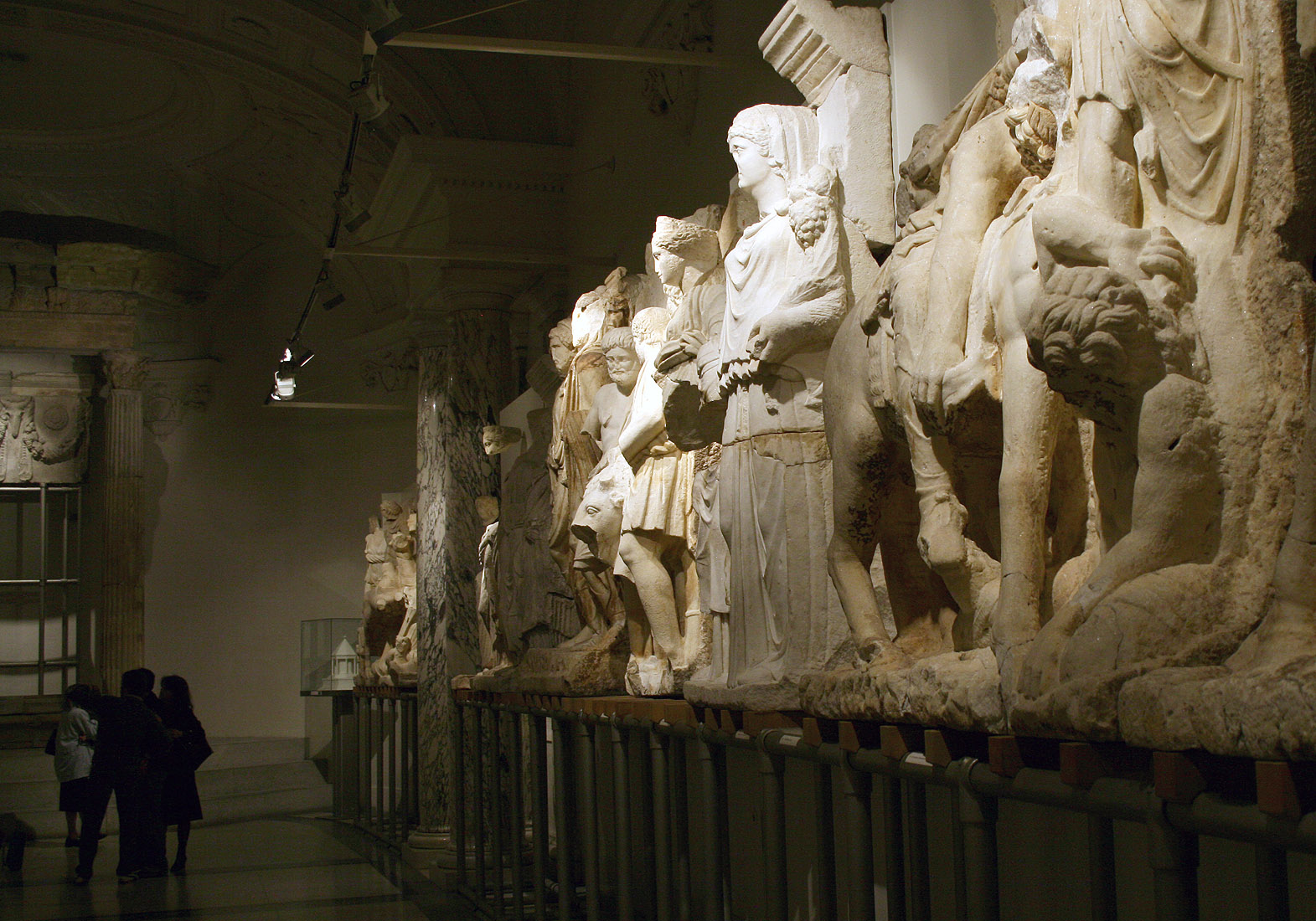
Ausschnitt (Ephesos Museum Wien)

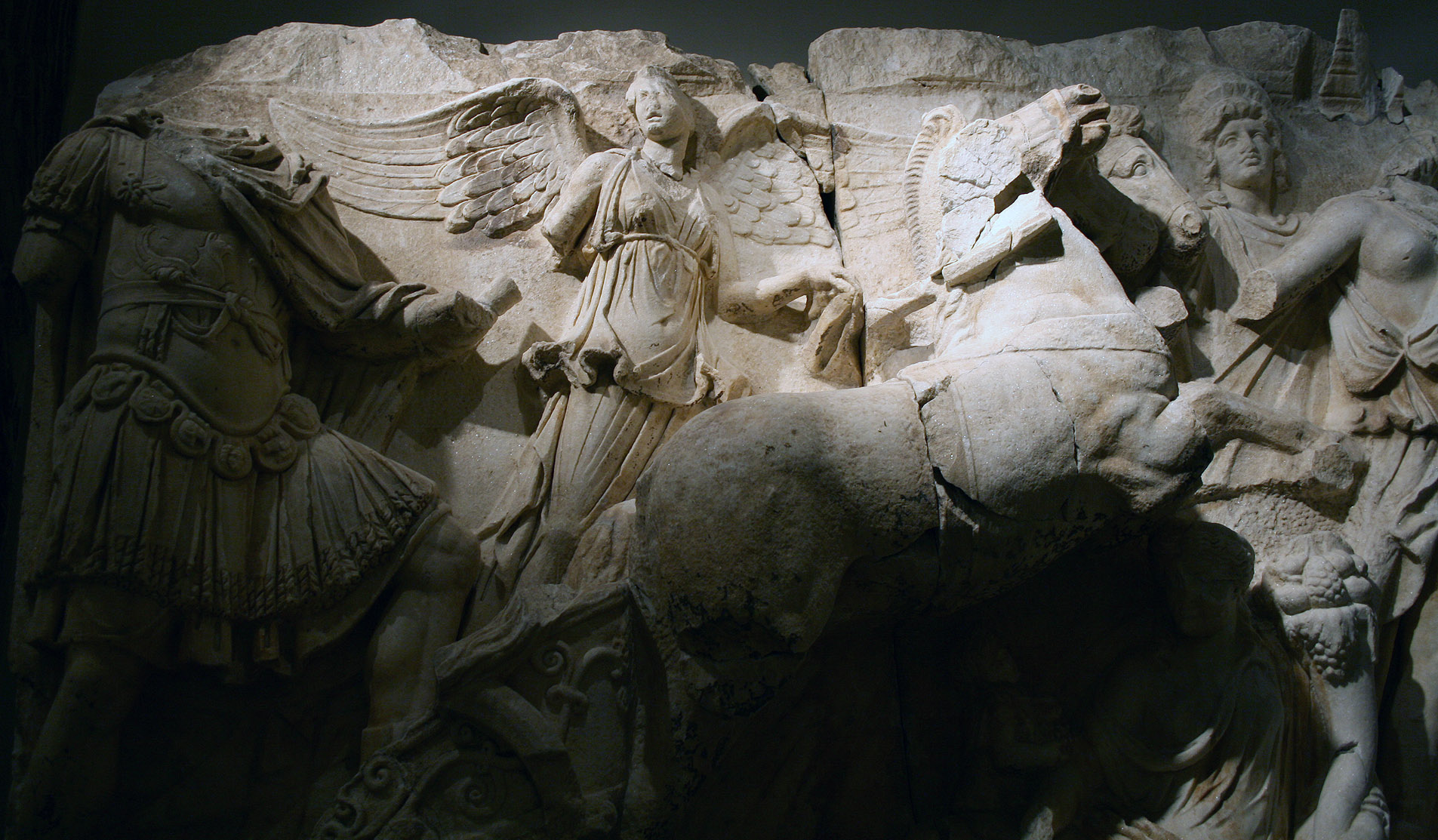
Ausschnitt: Apotheose des Kaisers (Ephesos Museum Wien)

Das sogenannte Partherdenkmal von Ephesos ist ein heute nur noch aus Resten rekonstruierbarer Bau aus dem 2. Jahrhundert nach Christus. Seinen Namen hat es von einigen Reliefplatten, die im Jahr 1903 vor den Ruinen der Celsus-Bibliothek in Ephesos gefunden wurden und heute im Wiener Ephesos Museum ausgestellt werden. Es ist nach Ansicht einiger Forscher nicht gesichert, dass es sich bei den Reliefdarstellungen wirklich um Parther handelt; denkbar sind grundsätzlich auch andere „Barbaren“.
Die Datierung der Reliefs ist nicht gesichert. Ein Teil der Forschung vertritt eine frühe Datierung zwischen 138 und 141 n. Chr., während Vertreter einer Spätdatierung, wie insbesondere Timothy D. Barnes, die Reliefs und damit das Monument zwischen 166 und 172 n. Chr. entstanden wissen möchten. Aufgrund seiner Stilanalyse und historischer Überlegungen kam Wolfgang Oberleitner zu dem Ergebnis, dass Konzeption und Baubeginn erst im Jahr 171/172 anzusetzen seien, da es sich um ein Denkmal anlässlich eines großen Partherfeldzugs der Römer handele. Das Monument könne daher nur den Partherkrieg des Lucius Verus darstellen. Dieser Krieg unter dem Augustus Lucius Verus in den Jahren 161 bis 166 n. Chr. führte zur Plünderung der Parther-Hauptstadt Seleukeia-Ktesiphon. Lucius Verus nahm daraufhin den Titel Parthicus Maximus an und feierte schließlich als Mitkaiser von Mark Aurel gemeinsam mit seinem Amtskollegen einen Triumph in Rom. In Erinnerung an diesen Sieg über die Parther sei das Monument in Ephesos errichtet worden, und zwar nach 171 n. Chr., also nach dem Tod des Lucius Verus und seiner Konsekration, dessen Apotheose im Fries des Monuments dargestellt sei. Oberleitner widerspricht damit anderen Archäologen, die das Monument früher datieren und keinen Bezug zum Partherkrieg herstellen.
Man geht davon aus, dass der Fries ursprünglich über 100 Meter lang war. Die Reliefs fanden in der Spätantike sekundäre Verwendung als Teil einer Brunnenanlage, die die Fassade der Celsusbibliothek als Schauwand nutzte (ähnlich wie beim heutigen Trevi-Brunnen in Rom).